# Lesná
Lesná (en alemany Liliendorf) és una localitat del districte de Znojmo a la regió de Moravia Meridional, República Txeca, amb una població estimada a principis de l'any 2018 de 263 habitants.
Està situada al sud-oest de la regió, prop de la ribera del riu Dyje —un afluent del riu Morava que, al seu torn, ho és del Danubi—, a poca distància de la frontera amb Àustria i de la regió de Vysočina, no gaire lluny al sud-oest de la ciutat de Brno.

## Història
El poble va ser fundat el 5 de juliol de 1794. El nom de Liliendorf ve del fundador, Ritter von Lilienborn. El 1799, es va construir el cementiri a l'extrem oriental del poble i consagrat un any després (1800) pel sacerdot Engelbert Mather d'Oberfröschau (Horní Břečkov). En els anys que van transcórrer entre la construcció del cementiri i l'inici de la capella, el lloc va ser saquejat el 1805 i el 1809 per les tropes franceses. El 1815, el cementiri va ser ampliat i emmurallat. El 16 d'agost de 1850, va ser triat amb els alcaldes, el primer consell municipal. El 1862 es va posar en funcionament el molí de vent a l'extrem oriental del poble. Va ser construït sota la direcció del mestre d'obres Franz Czerny de Liliendorf, que va transmetre el seu coneixement en haver treballat en el molí de vent de Retz a la Baixa Àustria.
Després de l'enfonsament d'Àustria-Hongria, Moravia va passar a formar part de la recent fundada Txecoslovàquia.el Reich alemany va obligar el govern txec a cedir les àrees perifèriques de parla alemanya. Així, Liliendorf va passar a formar part, l'1 d'octubre de 1938, del Reichsgau alemany de Niederdonau. Després del final de la Segona Guerra Mundial, Liliendorf va tornar a Txecoslovàquia.

## Demografia
| Cens | Població total | Ètnia dels habitants | Ètnia dels habitants | Ètnia dels habitants |
| any  | Població total | alemany              | txecs                | altri                |
| ---- | -------------- | -------------------- | -------------------- | -------------------- |
| 1880 | 422            | 385                  | 37                   | -                    |
| 1890 | 387            | 387                  | -                    | -                    |
| 1900 | 375            | 370                  | 2                    | 3                    |
| 1910 | 373            | 370                  | 3                    | -                    |
| 1921 | 313            | 228                  | 57                   | 28                   |
| 1930 | 360            | 225                  | 85                   | 20                   |

## Llocs d'interès
- Capella de Sta.Teresa (1867/68) amb retaule de Josef Doré
- Molí de vent (1862), tancat el 1907, referent del poble
- Museu de la motocicleta

## Escut i segells
Només es coneix l'impremta d'un segell pictòric del segle xix, tot i que és cert que els anys anteriors va haver-hi un segell de poble. L'escut d'armes actual mostra les pales d'un molí de vent.

## Galeria

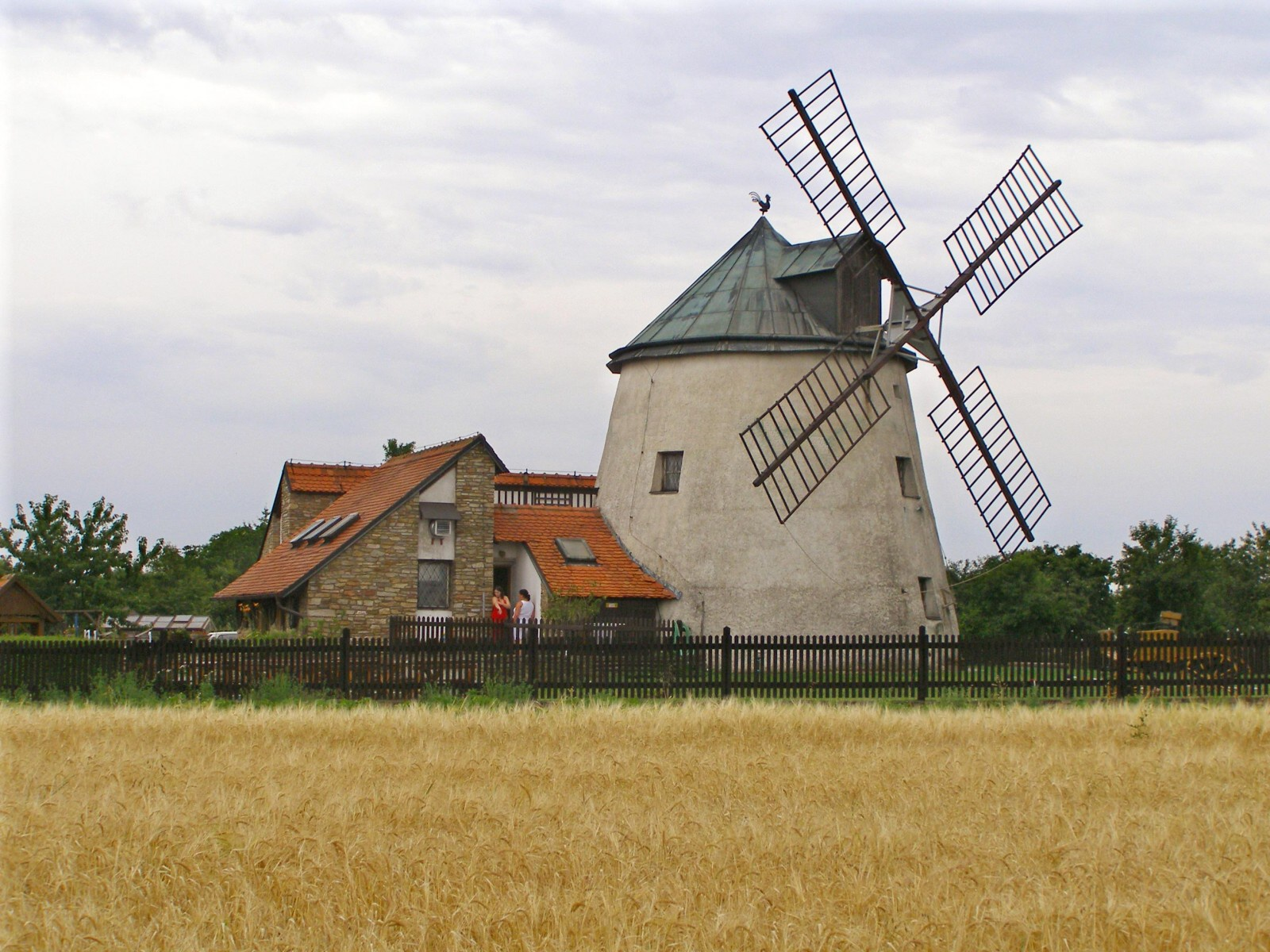
El molí de vent de Liliendorf (Lesná)
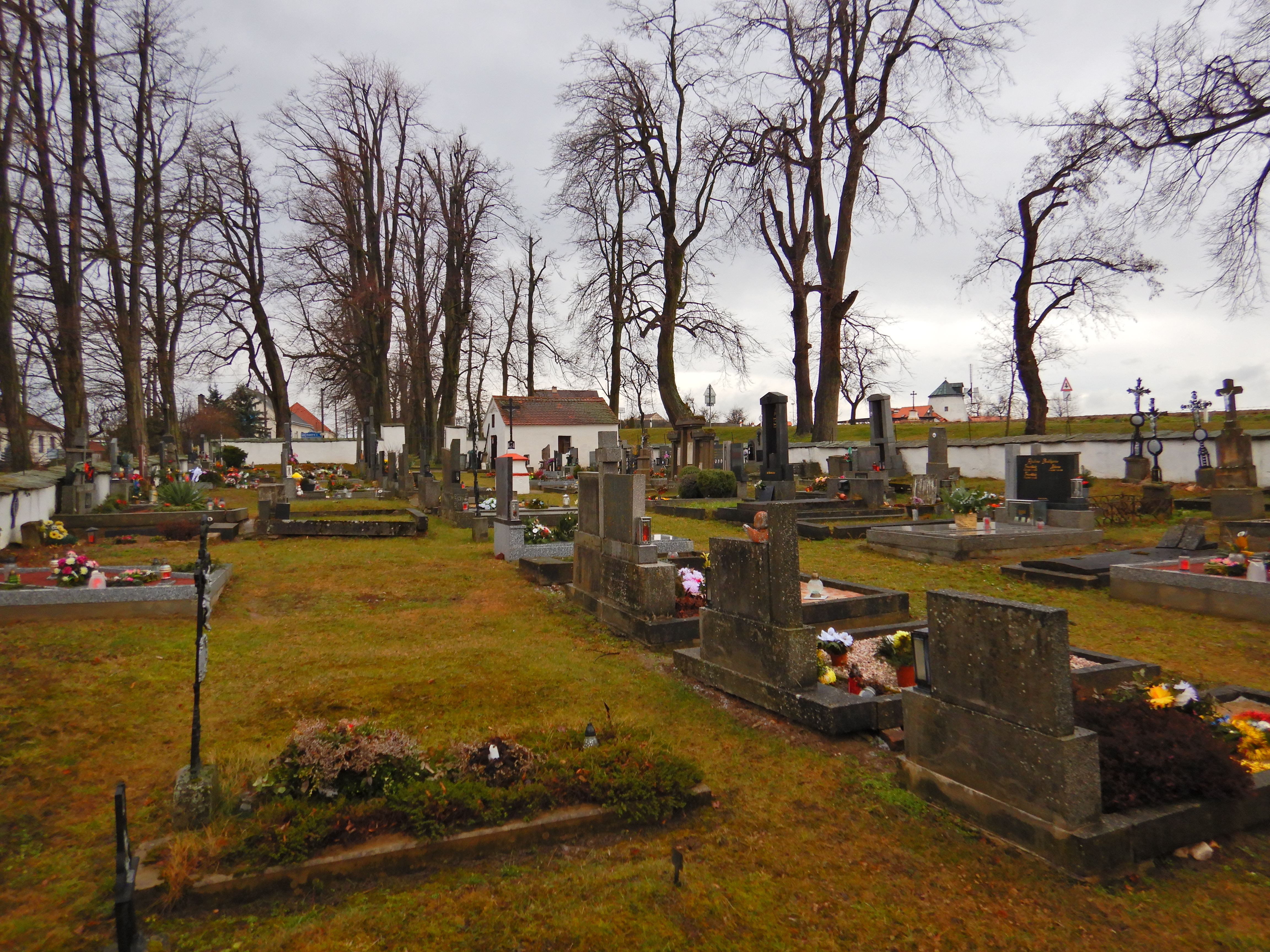
Cementiri de Liliendorf (Lesná)
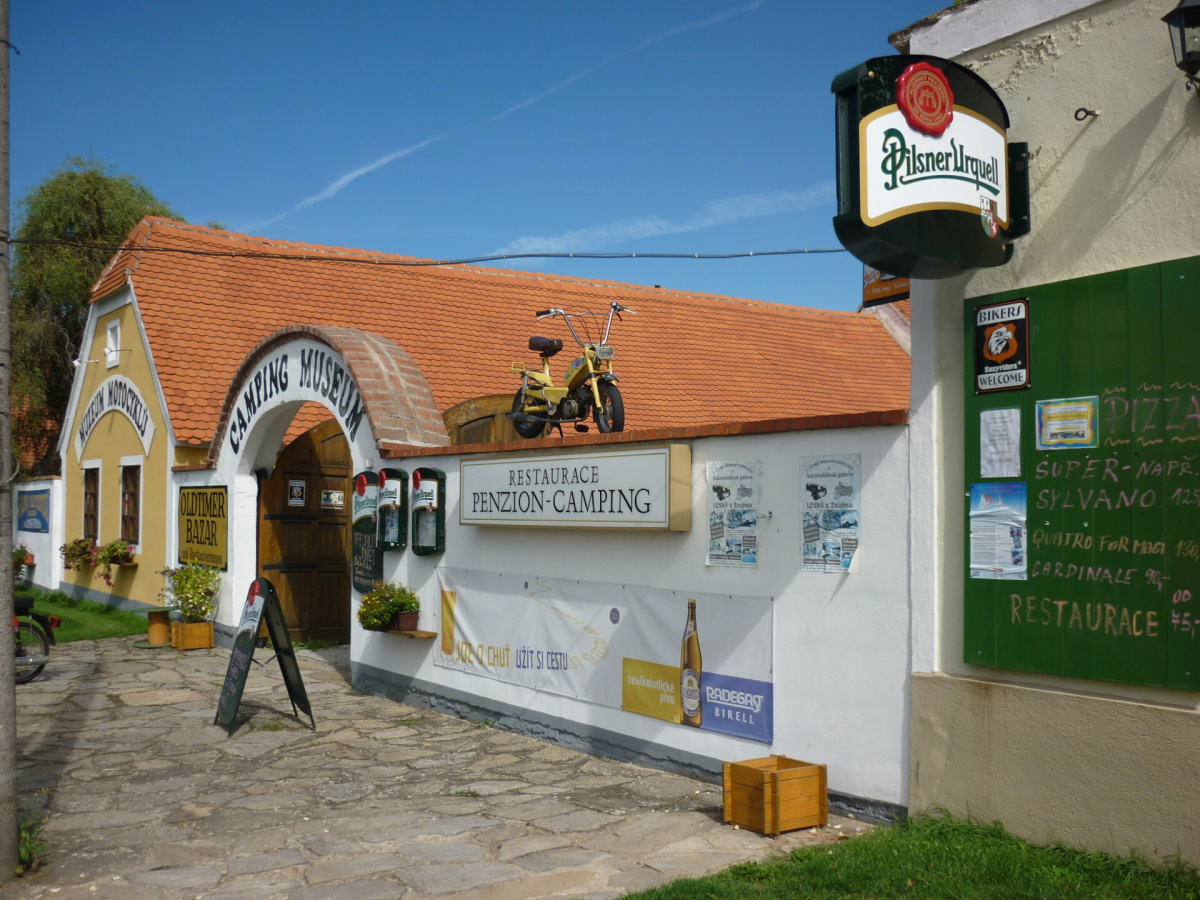
Museu de la Motocicleta